# Mauricio de la Serna
Mauricio de la Serna Espinosa de los Monteros (Ciutat de Mèxic, 26 de novembre de 1902 - 20 de març de 1986) va ser un director, guionista i productor de cinema mexicà. Estudià arquitectura, però el 1938 ho va deixar per dedicar-se al cinema.

## Filmografia

### Com a director
| - 1956: Caras nuevas - 1957: El Buen ladrón - 1957: Pablo y Carolina - 1958: ¡Viva el amor! - 1958: Los Hijos del divorcio - 1958: Pepito y los robachicos - 1959: Cada quién su música - 1959: El Derecho a la vida - 1959: Las Señoritas Vivanco - 1960: ¡Qué bonito amor! - 1960: Un Chico valiente - 1961: ¡Mis abuelitas... no más! | - 1961: El Proceso de las señoritas Vivanco - 1961: La Joven Mancornadora - 1961: Memorias de mi general - 1961: Rumbo a Brasilia - 1962: Cuanto vale tu hijo - 1962: Martín Santos el llanero - 1962: Paraíso escondido - 1962: Pecado de juventud - 1963: Cuando los hijos se pierden - 1964: Furia en el Edén - 1979: Nora la rebelde |

### Com a guionista
| - 1938: Refugiados en Madrid - 1950: La Edad peligrosa - 1951: Paraíso robado - 1954: Hijas casaderas - 1954: La Desconocida - 1954: On a volé un tram - 1955: La Rival - 1956: Caras nuevas - 1956: Primavera en el corazón - 1957: El Buen ladrón | - 1957: Pablo y Carolina - 1958: ¡Viva el amor! - 1958: Pepito y los robachicos - 1959: Las Señoritas Vivanco - 1960: Un Chico valiente - 1961: Rumbo a Brasilia - 1962: Cuanto vale tu hijo - 1964: Furia en el Edén - 1967: Cómo pescar marido |

### Com a productor
| - 1939: La Noche de los Mayas - 1941: La Liga de las canciones - 1942: Las Cinco noches de Adán - 1942: Yo bailé con Don Porfirio - 1943: Divorciadas - 1943: El Globo de Cantoya - 1943: Internado para señoritas - 1943: Resurrección - 1944: La Trepadora - 1945: Crepúsculo - 1945: La Selva de fuego - 1946: La Otra | - 1946: Rosa del Caribe - 1946: Su última aventura - 1949: El Charro y la dama - 1950: La Edad peligrosa - 1950: La Liga de las muchachas - 1951: Paraíso robado - 1953: Fruto de tentación - 1953: Les Orgueilleux - 1954: Hijas casaderas - 1954: La Desconocida - 1954: La Ilusión viaja en tranvía - 1955: La Rival |